# Jinqing Cai
Jinqing Cai est une dirigeante et  femme d'affaires chinoise, présidente de Kering China depuis 2018, après avoir été présidente de Christie's en Chine de 2012 à 2018. 

## Biographie
Jinqing Cai est née et a grandi à Pékin, en Chine. Elle étudie la chimie à l'Université de Pékin de 1986 à 1989, puis poursuit ses études à l'étranger, notamment à Wellesley College à partir de 1989, en arts, en chimie et en économie. Elle prolonge ensuite ses études à l'université de Princeton, de 1991 à 1993, en relations publiques, en économie et en politique publique. En février 1990, alors qu'elle a une vingtaine d'années, elle est interviewée par The New York Times qui la présente, non seulement comme une joueuse de basket d'une équipe universitaire américaine, et comme une ancienne participante aux manifestations de la place Tian'anmen, porte-parole ponctuelle des étudiants, ce qui l'aurait amené à quitter la Chine. En octobre 1992, elle est également interviewée par le Chicago Tribune sur son expérience dans les manifestations en faveur des droits de la femme.
En 1997, elle s'installe à Hong Kong et devient cadre dans une société de capital-risque investissant dans les médias, le divertissement et les affaires en ligne. Elle retourne dans sa ville natale de Pékin en 2002 et lance sa propre entreprise de relations publiques, New Alliance, une entreprise de conseil qui travaille en étroite collaboration avec le gouvernement, les entreprises et les médias. Elle organise notamment le premier Boao Forum for Asia, le Davos asiatique. En 2005, elle rejoint Brunswick Group, une entreprise internationale de relations publiques, et créée l'implantation de cette société à Pékin.
En 2012, elle devient la première directrice générale de Christie's China à Shanghaï, une société de vente aux enchères en Chine continentale, organisant également des expositions, des conférences, et des ventes privées, et appartenant au groupe Artémis,,. Elle en devient ensuite présidente. Puis en septembre 2018, elle se voit confier  la présidente de Kering China, un secteur géographique jugé stratégique pour cet acteur de l'industrie du luxe.